# Y хромозом
Y хромозом је врста полног хромозома карактеристичан за мушки пол. Мушкарци садрже један Y хромозом, док га жене немају. Према положају центромере припада акроцентричним хромозомима. Према Денверској конференцији из 1960. г. сврстан је у G групу. Изграђен је од 59 милиона парова база ДНК што представља око 3% укупне количине ДНК у ћелији.

## Аберације Y хромозома
Двоструки Y синдром (кариотип 47,XYY) није јасно фенотипски одређен. Јавља се у 1:1000 мушке новорођенчади, која се већином не разликују од деце са нормалним кариотипом. Уз појачан раст током пубертета запажају се психичке сметње у друштвеном прилагођавању и склоност агресивном понашању. Још је неразјашњено да ли су такве особе генетички склоне криминалном понашању. 
Мушкарци са кариотипом 48,XYYY и кариотипом 49,XYYYY се ретко срећу. Високог су раста и сматра се да су агресивнији и знатно ниже интелигенције од XYY мушкараца.

## Мапирани гени
Гени мапирани на овом хромозому су:
- полно детерминишући регион Y (тестис-детерминишући фактор),
- гонадална дисгенезија, тип XY и
- фактори азооспермије.